# José Ignacio González Faus
José Ignacio González Faus (València, 27 de desembre de 1933 - Barcelona, 6 de març de 2025) fou un jesuïta, professor i teòleg valencià.
Llicenciat en filosofia (Barcelona, 1960), va ser ordenat sacerdot el 28 de juliol de 1963 i posteriorment es va doctorar en Teologia a la universitat austríaca d'Innsbruck el 1968. Anteriorment, va cursar estudis en el Pontifici Institut Bíblic de Roma (1965-66) i des de 1968 fou professor de Teologia Sistemàtica en la Facultat de Teologia de Catalunya (Barcelona). A més, des de 1980 oferí regularment classes a la Universitat Centroamericana (UCA) a San Salvador i va viatjar com a professor convidat a diferents països d'Amèrica Llatina (Mèxic, Brasil, Uruguai, etc.).
De 1968 a 1977 va ser director de la revista Selecciones de Teología i des de 1981 al 2005, responsable acadèmic del centre d'estudis socials i teològics Cristianisme i Justícia de Barcelona. Fins a la seva mort, fou membre de l'Àrea Teològica d'aquest centre.
El pensament de José Ignacio González Faus tenia tres grans eixos: la reivindicació del "rostre humà" de Déu i l'accés a la fe des de la humanitat real de Jesús; la crítica al capitalisme i als diners com a idolatria; i els pobres com a vicaris de Crist d'una Església que ha de ser comunitat al servei dels pobres.
Jesucrist, la humanitat i els pobres van ser una constant en la reflexió teològica de González Faus, relacionada sempre a les causes evangèliques, convertint així el seu pensament en una teologia viva i pastoral, com la que s'anhelava en els anys previs al Concili Vaticà II.
La cristologia de González Faus estava impregnada a més d'un profund sentit de la transcendència i de la inenarrabilitat de Déu en si mateix, de l'inefable amor condescendent de Déu.

## Obra
Autor prolífic, José Ignacio González Faus, a més de ser col·laborador habitual de diferents mitjans de comunicació com La Vanguardia, Vida Nueva, Atrio i El País, entre altres, compta amb una extensa obra que es detalla a continuació.

### Llibres
- Carne de Dios Significado salvador de la Encarnación en la teologia de san Ireneo - 1969
- La Humanidad Nueva. Ensayo de Cristología - 1975
- Acceso a Jesús - 1979
- Clamor del Reino Estudio sobre los milagros de Jesús - 1982
- La libertad de palabra en la Iglesia y en la teología. Antologia comentada - 1985
- Proyecto de hermano. Visión creiente del hombre. Santander: 1987
- Hombres de la comunidad.. Anotaciones sobre el ministerio eclesial - 1989
- Vicarios de Cristo. Los pobres en la teología y espiritualidad cristiana - 1991
- Ningún obispo impuesto. (San Celestino, papa): las elecciones episcopales en la historia de la Iglesia - 1992
- La autoridad de la Verdad. Momentos oscuros del magisterio eclesiástico - 1996
- Fe en Dios y construcción de la historia - 1998
- Al tercer dia resucitó de entre los muertos - 2001
- Comprender a Karol Wojtila - 2005
- Cualidad cristiana. Identitad y crisis del cristianismo - 2006
- El rostro humano de Dios. De la revolución de Jesús a la divinidad de Jesús - 2007
- Una vida que interpela: Etty Hillesum - 2008
- Otro mundo es posible desde Jesús - 2009
- Herejías del catolicismo actual - 2013[8]
- Confío. Comentario al Credo cristiano - 2013[9]
- El amor en tiempos de cólera… económica - 2013

### Obres recopilatòries d'articles
- La teología de cada dia. 1976.
- Este es el Hombre. Estudios sobre identidad cristiana y realización humana. 1980.
- Memoria de Jesús, memoria del pueblo Reflexiones sobre la vida de la Iglesia. 1984.
- El factor cristiano. Estella: 1994.
- Migajas cristianas. 2000.
- Ojo avizor. 2004.

### Obres menors
- Jesús de Nazaret y los ricos de su tiempo. 1982 .
- El engaño de un capitalismo aceptable. 1983.
- Creer, sólo se puede en Dios. En Dis sólo se puede creer. 1985.
- Parábolas, cartas y ensueños del rabino Ben Shalom. 1988.
- La interpelación de las iglesias latinoamericanas a la Europa postmoderna. 1988.
- Elogio del melocotón de secano. 1992.

I diferents articles i col·laboracions amb diversos autors